# خاطرات خون‌آشام (فصل ۱)
خاطرات خون‌آشام (به انگلیسی: The Vampire Diaries) یک سریال آمریکایی محصول سال ۲۰۰۹ شبکهٔ تلویزیونی سی‌دابلیو است و در حال حاضر محبوب‌ترین سریال تلویزیونی برای رده سنی نوجوان (۱۴-۱۹) محسوب می‌شود. این داستان به شرح خاطرات و اتفاقاتی که برای یک خون‌آشام به نام استفن سالواتوره و یک دختر به نام الینا گیلبرت می‌پردازد که هر دویشان در پایان هر روز به نوشتن خاطرات خود می‌پردازند. به همین دلیل نام این سریال هم دارای یک ایهام است زیرا نام این مجموعه هم می‌تواند بیانگر "خاطرات خون‌آشام: یعنی خاطراتی باشد که استفن دربارهٔ خود می‌نویسد" و هم خاطراتی که دربارهٔ یک خون‌آشام (توسط الینا گیلبرت) نوشته می‌شود.
رده بندی سنی (PG-۱۴ Rated) این سریال، مشاهده این سریال بنا به تأیید بنیاد رده‌بندی محتوای رسانه در آمریکا برای افراد زیر ۱۴ تنها در حضور والدین مورد تأیید است و در غیر این صورت توصیه نمی‌شود.

## خلاصه داستان

### فصل یکم (۲۰۰۹-۲۰۱۰)
در قسمت اول این سریال استفن سالواتوره که یک خون‌آشام است به شهر جدیدی می‌آید و با دختری به نام الینا برخورد می‌کند و آشنا  می‌شود و برای نزدیکتر شدن به الینا در دبیرستانی که الینا می‌رود ثبت نام می‌کند و کم‌کم رابطه بین او و الینا شکل می‌گیرد اما پس از مدتی برادر استفن، دیمن سالواتوره پیدا می‌شود و مشکلاتی را به وجود می‌آورد که حتی منجر به این می‌شود که الینا خون آشام بودن استفن و دیمن را بفهمد ولی او با توجه به رفتارهای خوبی که از قبل از استفن دیده‌است منطقی برخورد می‌کند و سعی می‌کند با این قضیه کنار بیاید، استفن ماجرای خون‌آشام شدنش در سال ۱۸۶۴ را شرح می‌دهد که دختر خون‌آشامی به نام کاترین پیرس  مسبب این رویداد بوده‌است، همچنین دیمن تلاش‌هایی برای بازگردانی کاترین می‌کند که در طی اشتباهی تعداد زیادی خون‌آشام آزاد می‌شوند و مشکلاتی به وجود می‌آیند، در قسمت‌های میانی علت شباهت زیاد الینا به کاترین مشخص می‌شود و آن این بوده که ظاهراً الینا نوهٔ کاترین بوده و او فرزند ناتنی خانوادهٔ گیلبرت بوده‌است، در پایان این فصل کاترین به شهر سابقش بازمی‌گردد.

## بازیگران اصلی
| بازیگر             | نقش                         | توضیحات |
| ------------------ | --------------------------- | --- |
| نینا دوبرو         | الینا گیلبرت/ کاترینا پتروا | الینا معشوقه و دوست انسان استفن است که پس از مدتی مشخص می‌شود همزاد کاترین است، پس از مدتی او تبدیل به یک خون‌آشام می‌گردد. |
| پل ویسلی           | استفن سالواتوره             | خون‌آشامی که از سال ۱۸۶۴ میلادی تبدیل به خون‌آشام شده‌است، او داراری شخصیتی مثبت است. او همچنین همواره سعی می‌کند انسان دوستانه زندگی کند و فقط از خون حیوانات تغذیه می‌کند بعداً جای شخصیت او با دیمن عوض می‌شود. در آخرین قسمت فصل چهارم مشخص می‌شود او همزاد سایلس، اولین خون آشامی که به وجود آمده، است. |
| ایان سامرهلدر      | دیمن سالواتوره              | برادر استفن که برخلاف استفن علاقهٔ زیادی به عمل به غریزه خود (کشتن و تغذیه از خون انسان‌ها) دارد و از زمانی که به واسطهٔ برادرش استفن به یک خون آشام تبدیل شده؛ هدف خود را در زندگی عذاب دادن مردم جهان و به خصوص اذیت کردن برادرش قرار داده‌است.                                                        |
| استیون آر. مک‌کوئین | جرمی گیلبرت                 | برادر ناتنی الینا که ذاتا عضو پنج برادر و شکارچی خون آشام است. |
| سارا کنینگ         | جنا سامرز                   | خالهٔ ناتنی الینا که در فصل 3 توسط کلاوس تبدیل و برای مراسم، کشته شد. |
| کاترینا گراهام     | بانی بنت                    | دوست الینا که از نسل قدرتمند ساحره‌های بنت است. |
| کندیس آکولا        | کرولاین فوربس               | دوست الینا که در فصل 2 توسط کاترین پیرس تبدیل به خون‌آشام شده و دختر کلانتر الیزابت فوربس است. |
| زک روئریگ          | مت داناون                   | دوست پسر سابق الینا و برادر ویکی که در فصل 7 بعد از مرگ کلانتر فوربس، کار را از او گرفت. |
| مایکل تروینو       | تایلر لاکوود                | گرگینه و نخستین دورگه موفق کلاوس در فصل 3 که در اواسط فیلم با کرولاین رابطه عاطفی داشت. |
| متیو دیویس         | آلاریک سالتزمن              | معلم تاریخ دبیرستان و شکارچی خون‌آشام و پدر لیزی و جوزی سالتزمن که از محفل قدرتمند جمنای می‌باشد. |